# Sozialbericht der Freien und Hansestadt Hamburg
Der Sozialbericht der Freien und Hansestadt Hamburg ist ein Bericht zu den Lebensverhältnissen in der Freien und Hansestadt Hamburg. Er wurde Ende Januar 2014 der Öffentlichkeit vorgestellt. Er wurde im Auftrag des Hamburger Senats durch das Institut für Arbeitsmarkt und Berufsforschung (IAB), das Otto Blume Institut für Sozialforschung und Gesellschaftspolitik (ISG) und das Internationale Institut für Empirische Sozialökonomie (INIFES) erstellt.

## Themen
Der Sozialbericht gliedert sich in folgende Bereiche:
1. Familien und Senioren in Hamburg
2. Familien und Bedarfsgemeinschaften im Leistungsbezug SGB II
3. Erwerbsbeteiligung und Bedürftigkeit älterer Erwerbspersonen
4. Seniorinnen und Senioren in Hamburg, Entwicklungen der Grundsicherung im Alter und Hilfe zur Pflege sowie weiteren Transferleistungen an Ältere
5. Sozialbericht Hamburg

## Wirtschaftliche Situation
Das durchschnittliche Nettoeinkommen aller Hamburger Haushalte betrug 2010 2960 Euro. Dies liegt über dem Bundesdurchschnitt von 2760 Euro.
Das mittlere Nettoäquivalenzeinkommen betrug in Hamburg im Jahr 2010 1333 Euro. Das ist über dem Schnitt im Bundesgebiet, der bei 1160 Euro liegt.
Die Einkommensverteilung in Hamburg ist ungleicher als die Einkommensverteilung im Bundesgebiet. Die Ungleichheit hat gegenüber 2000 zugenommen. Die Armutsgefährdung hat abgenommen.

## Datengrundlage
Der Sozialbericht hat drei Datengrundlage. Erstens den Mikrozensus der Jahre 2000 bis 2010, zweitens
das Administrative Panel des IAB und drittens Leistungssysteme der Freien und Hansestadt Hamburg der Jahre 2004 bis 2011.